# Chace Crawford

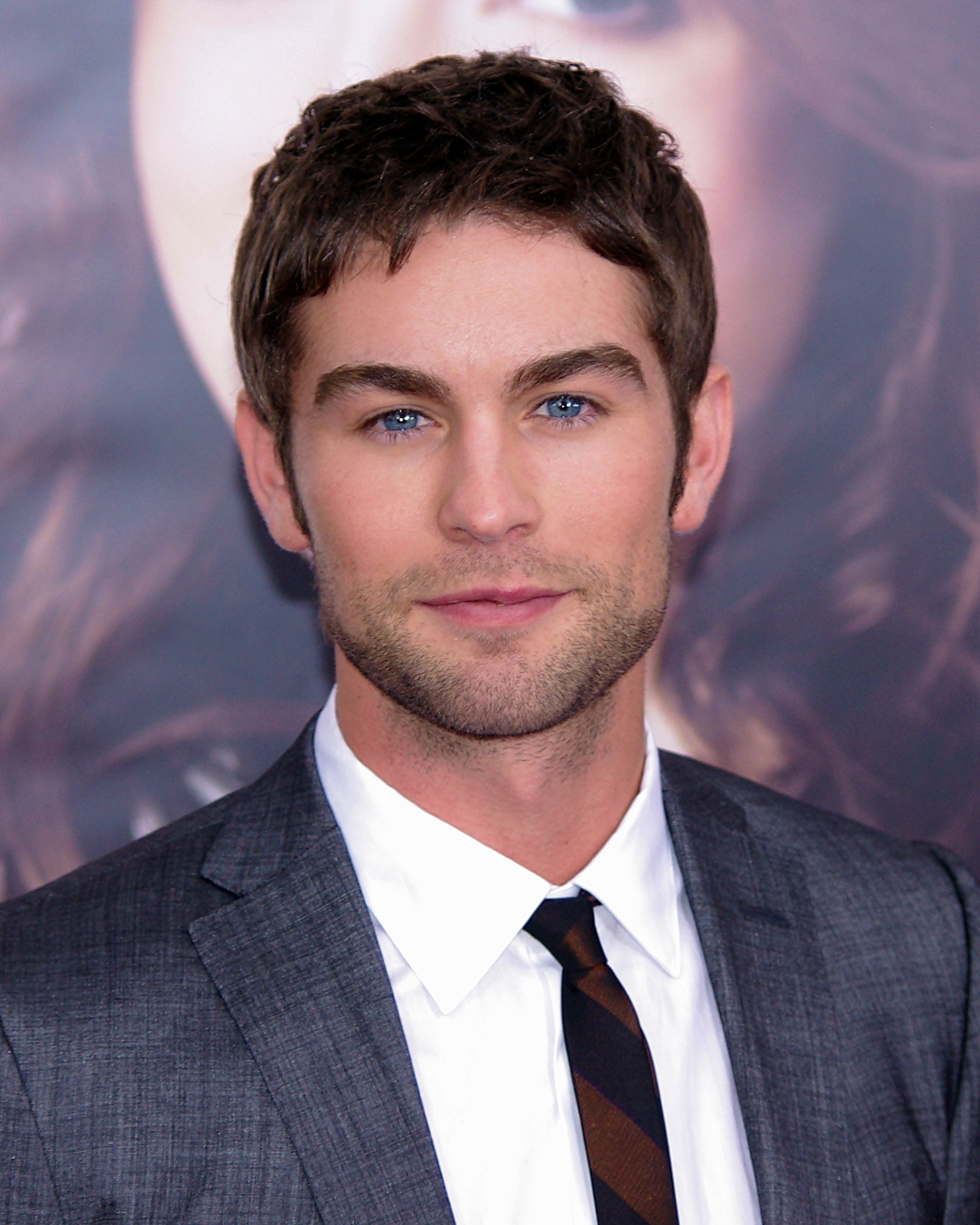
Chace Crawford (2012)

Christopher Chace Crawford (* 18. Juli 1985 in Lubbock, Texas) ist ein US-amerikanischer Schauspieler, der durch seine Rolle als Nathaniel Archibald in Gossip Girl bekannt wurde.

## Leben
Crawford, der in Plano, Texas, aufwuchs, ist das ältere von zwei Kindern von Chris Crawford, einem Dermatologen, und Dana Crawford, Lehrerin von Beruf. Seine jüngere Schwester, Candice, studiert Journalismus.
Chace, der christlich erzogen wurde, ging auf die Trinity Christian Academy, die er bis 2003 besuchte. Um sich das Geld für den anschließenden Besuch der Pepperdine University in Malibu, Kalifornien, zu verdienen, arbeitete er parallel dazu als Fotomodell. Zunächst plante Crawford ein Wirtschaftsstudium, doch seine Mutter ermutigte ihn im zweiten Studienjahr, es mit der Schauspielerei zu versuchen.
2006 debütierte Crawford im US-amerikanischen Fernsehen in dem Filmdrama Long Lost Son. Im selben Jahr erhielt er seine erste Filmrolle in dem Kinofilm Der Pakt. Von 2007 bis 2012 war er auf dem US-amerikanischen Fernsehsender The CW in der Serie Gossip Girl, die auf den gleichnamigen Büchern von Cecily von Ziegesar basiert, zu sehen.
2008 wirkte er in den Thrillern Loaded neben Jesse Metcalfe und Vinnie Jones und in Molly Hartley – Die Tochter des Satans mit. 2010 spielte er in dem Film Twelve neben Emma Roberts die männliche Hauptrolle, den 17-jährigen Drogendealer White Mike. Seit Ende September 2015 war Crawford in der Hauptrolle des Billy LeFever in der ABC-Dramaserie Blood & Oil zu sehen.

## Filmografie
- 2006: Der Pakt (The Covenant)
- 2006: Long Lost Son
- 2007–2012: Gossip Girl (Fernsehserie, 121 Folgen)
- 2008: Molly Hartley – Die Tochter des Satans (The Haunting of Molly Hartley)
- 2008: Loaded
- 2010: Twelve
- 2011: Peace, Love, & Misunderstanding
- 2012: Was passiert, wenn’s passiert ist (What to Expect When You’re Expecting)
- 2014: Glee (Fernsehserie, 2 Folgen)
- 2015: Blood & Oil (Fernsehserie, 10 Folgen)
- 2017: The Eloise Asylum (Eloise)
- 2017–2018: Casual (Fernsehserie, 3 Folgen)
- 2018: Charlie Says
- 2019: Nighthawks
- seit 2019: The Boys (Fernsehserie)
- 2020: Inheritance – Ein dunkles Vermächtnis (Inheritance)
- 2022: The Boys Presents: Diabolical (Fernsehserie, 1 Folge)
- 2023: Generation V (Gen V) (Fernsehserie, 1 Folge)
- 2024: Reunion

## Musikvideos
- 2009: Leona Lewis – I Will Be